# H.G. Wessberg (dispaschör)
Hans Gustaf Wessberg, känd som H.G. Wessberg, född 11 mars 1794 i Laholm, död 18 mars 1858 i Göteborgs domkyrkoförsamling, var en svensk dispaschör.
Wessberg var verksam som stadsmäklare och skeppsklarerare i Göteborg och blev 1849 även dispaschör där. Han var även styrelseledamot i Bogseringsbolaget i Göteborg.